# Elvira: The Arcade Game
Elvira: The Arcade Game – komputerowa gra platformowa wydana 15 października 1990 roku przez Accolade. Fabuła umiejscowiona jest po wydarzeniach z filmów. Gracz kontroluje postać Elviry z perspektywy pierwszej osoby. Elvira może atakować przeciwników za pomocą noży, pochodni czy shurikenów. Akcja gry rozgrywa się na trzech światach, z czego ostatni odblokowuje się po przejściu dwóch poprzednich.